# Percy Bysshe Shelley
Percy Bysshe Shelley (pronuncia /ˈpɜʳsi ˈbɪʃ ˈʃɛli/; Horsham, 4 agosto 1792 – Viareggio, 8 luglio 1822) è stato un poeta britannico, uno dei più celebri lirici romantici, nonché marito di Mary Shelley.
È famoso per aver scritto opere da antologia quali Ozymandias, l'Ode al vento occidentale (Ode to the West Wind), A un'allodola (To a Skylark) e La maschera dell'anarchia (The Masque of Anarchy), ma quelli che vengono considerati i suoi capolavori furono i poemi narrativi visionari come il Prometeo liberato (Prometheus Unbound) e l'Adone (Adonais). La vita anticonformista e l'idealismo assoluto di Shelley ne fecero una figura nota e oggetto di denigrazione per tutta la sua vita. Divenne però l'idolo delle due-tre generazioni successive di poeti (inclusi i grandi vittoriani, Robert Browning, Alfred Tennyson, Dante Gabriel Rossetti, Algernon Swinburne e William Butler Yeats); Shelley fu apprezzato anche da Karl Marx.
Appartenente alla seconda generazione romantica inglese, divenne inoltre famoso per la sua amicizia con i contemporanei John Keats e Lord Byron e, come loro, per la sua morte prematura, avvenuta in giovane età. Shelley, infatti, dopo una vita errabonda, tragica e avventurosa, annegò nel mare di fronte a Viareggio, in Italia, all'età di circa trent'anni. Il mare restituì il suo corpo sulla spiaggia di Viareggio il 18 luglio 1822, dieci giorni dopo il naufragio della sua goletta. Shelley è inoltre noto per essere stato il marito di Mary Wollstonecraft Godwin (meglio nota come Mary Shelley, l'autrice del romanzo Frankenstein), figlia di Mary Wollstonecraft e William Godwin, filosofo anarchico, il quale influì molto sulle idee politiche libertarie del poeta.

Firma di Shelley

## Biografia

### Genealogia
Nato a Field Place, Horsham, West Sussex, Percy era un discendente di diciassettesima generazione di Richard Fitzalan, decimo Barone di Arundel e di Lancaster per tramite del figlio John Fitzalan. Era figlio di Sir Timothy Shelley (7 settembre 1753 - 24 aprile 1844) e della moglie Elizabeth Pilfold, frutto del loro matrimonio avvenuto nell'ottobre del 1791. Il padre era figlio ed erede di Sir Bysshe Shelley, primo Baronetto di castel Goring (21 giugno 1731 - 6 gennaio 1815) che questi ereditò dalla moglie Mary Catherine Michell (morta il 7 novembre 1760). La madre era figlia di Charles Pilfold di Effingham. Per tramite della nonna paterna Percy era il pronipote del reverendo Theobald Mitchell di Horsham. Era il maggiore di sei fratelli. I suoi fratelli più piccoli erano:
- Elizabeth Shelley (nata nel 1794, morta nel 1831).
- Mary Shelley (nata nel 1797), omonima della moglie.
- Hellen Shelley (nata nel 1799, morta il 10 maggio 1885).
- Margaret Shelley (nata nel 1801, morta il 9 luglio 1887).
- John Shelley di Avington House (15 marzo 1806 - 11 novembre 1866). Si sposò il 24 marzo 1827 con Elisabeth Bowen (morta il 28 novembre 1889).

### Istruzione e prime opere
Essendo perciò nato in una famiglia molto influente dell'aristocrazia rurale del Sussex, Percy divenne l'unico erede del secondo baronetto di Castle Goring nel 1815. Ricevette la sua prima istruzione in famiglia dal reverendo Thomas Edwards di Horsham. Nel 1802 entrò nella Syon House Academy di Brentford. Nel 1804, Percy fu ammesso allo Eton College e qui fu soprannominato "mad Shelley" (Shelley il folle) a causa della sua eccentricità. Il 10 aprile 1810 Percy andò all'Università di Oxford (allo University College). Nonostante si distingua per la sua notevole capacità di apprendimento, questi anni rappresentano per l'animo del giovane poeta un vero e proprio inferno: insofferente ai programmi educativi, preferisce le solitarie passeggiate in campagna e gli studi sull'elettricità, il magnetismo e la chimica. In quegli stessi anni legge L'inchiesta concernente la giustizia politica dell'anarchico William Godwin, la cui filosofia libertaria influenza subito la sua formazione culturale. La sua prima opera pubblicata fu un romanzo gotico, Zastrozzi (1810), in cui egli sfogò la sua visione atea del mondo per bocca del malvagio Zastrozzi. Nello stesso anno Shelley e la sorella Elizabeth pubblicarono Poesie originali di Victor e Cazire (Original Poetry by Victor and Cazire). Nel 1811 pubblica il suo secondo romanzo, ossia Sant'Irvina o il Rosacroce, che narra di Wolfstein, che dopo la morte della sua amata, si avvicina alle teorie di un Rosacroce, il quale gli offre la vita eterna con una pozione alchemica se egli rinuncerà alla sua fede e dopo il suo rifiuto nell'Abbazia di Sant'Irvina, i due incontrano la morte in quanto fulminati. Nello stesso anno Shelley, in collaborazione con l'amico Thomas Jefferson Hogg, pubblicava un opuscolo, La necessità dell'ateismo (The Necessity of Atheism), che provocò la loro espulsione da Oxford il 25 marzo del 1811. Avrebbe potuto essere riammesso grazie all'intervento del padre, se avesse rinnegato il credo dichiarato nei suoi scritti, ma Shelley rifiutò, il che portò ad una rottura totale tra lui e il padre.
Dopo essere stato espulso da Oxford, pubblicò una collezione di poesie apparentemente burlesche ma in realtà dai tratti rivoluzionari, i Frammenti postumi di Margaret Nicholson (Posthumous Fragments of Margaret Nicholson), ai quali probabilmente collaborò Thomas Jefferson Hogg, amico e compagno di college, che ne diverrà poi il biografo principale.

### Gli anni del primo matrimonio

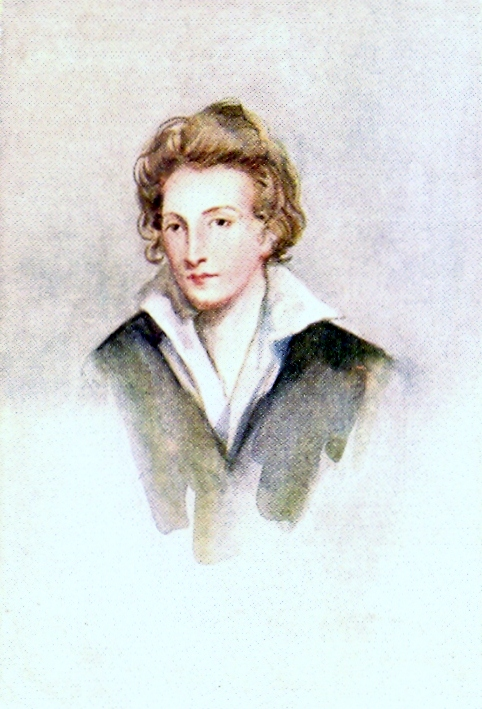
Ritratto ad acquarello di Shelley (1822)

Quattro mesi dopo la sua espulsione, il diciannovenne Shelley fuggì segretamente in Scozia con una giovane studentessa, Harriet Westbrook, figlia di John Westbrook, il proprietario di un caffè di Londra, e la sposò il 28 agosto del 1811; da lei avrà due figli. Entrambi fuggivano da una situazione familiare poco rosea: Shelley aveva pessimi rapporti con l'austero padre, mentre Harriet era stata portata dal suo ad abbandonare gli studi. 

Il matrimonio, come spiega l'amico biografo Thomas Jefferson Hogg, fu intrapreso da Shelley per fare in modo che la reputazione e l'onore di Harriet non venissero messi in discussione in un periodo storico in cui le donne non godevano degli stessi diritti degli uomini. Durante i loro soggiorni distanti dalle loro case, era con loro anche la sorella maggiore di Harriet, Eliza, figura quasi materna per lei. 
Si recò nel Lake District con l'intenzione di mettersi a scrivere, ma, distolto dagli eventi politici, si spostò poco dopo in Irlanda, interessandosi attivamente della condizione di miseria dei lavoratori dublinesi e dandosi all'attività di propagandista politico. Queste sue attività gli valsero le attenzioni ostili del governo inglese. 
Dal matrimonio nacque poco dopo la figlia Ianthe.

### Shelley e Mary
Nei due anni successivi, Shelley scrisse e pubblicò La regina Mab: un poema filosofico (Queen Mab: A Philosophical Poem). Tale poema mostra l'influenza del filosofo inglese William Godwin, ed esprime le sue nascenti idee di liberazione animale e a favore dell'alimentazione vegetale (nota 17). Intraprese in questo periodo una serie di viaggi, fra i quali è significativo quello in Irlanda; dove Shelley iniziò propaganda sia contro il dominio inglese che contro il cattolicesimo. 
Tornato in Inghilterra, il matrimonio con Harriet iniziò a deteriorarsi: Shelley sentiva dentro di sé una certa distanza ideologica da Harriet. Dopo una lunga corrispondenza via lettera riuscì a incontrare e frequentare la famiglia di William Godwin, liberale, e fu qui che incontrò, innamorandosene (sebbene ancora sposato con Harriet), Mary, la figlia colta e intelligente di Godwin e di Mary Wollstonecraft, un tempo nota come insegnante e scrittrice femminista morta alla nascita di Mary. 

Mary e Percy si incontrarono la prima volta nel periodo intercorso fra i due viaggi in Scozia della giovane. Il suo secondo rientro a casa avvenne il 30 marzo 1814: Percy Shelley era oramai, assieme a sua moglie Harriet Westbrook, ospite abituale di Godwin, che aiutava nel sanare i suoi debiti.
Il radicalismo di Percy Shelley, e soprattutto le sue idee economiche apprese mediante la lettura del trattato Political Justice (1793) di Godwin, furono la causa dell'allontanamento dalla sua famiglia aristocratica: essa voleva infatti che Percy continuasse a seguire il tradizionale modello dell'aristocrazia terriera, mentre egli preferiva utilizzare la maggior parte del patrimonio familiare per aiutare i bisognosi. 
A causa di questo progetto di "Giustizia politica" Percy Shelley si ritrovava ad avere notevoli difficoltà ad accedere al patrimonio familiare; a causa di ciò, dopo diversi mesi di promesse, Shelley annunciò a Godwin, sempre in difficoltà economiche, che non poteva e non voleva risanare tutti i suoi debiti. A causa di ciò Godwin si arrabbiò e si sentì tradito dal discepolo.
Mary e Percy si incontrarono segretamente alcune volte presso la tomba di Mary Wollstonecraft, nel cimitero di Saint Pancras, dove si confidarono il loro amore (Muriel Spark nella sua biografia di Mary Shelley ipotizza che fosse il 27 giugno). Con grande scoramento di Mary, Godwin disapprovò questa unione e provò a ostacolarla per salvare l'"immacolata reputazione" di sua figlia, salvo poi rivalutarlo e vedere in lui un ragazzo di "buon partito" (cosa che Shelley non trovò coerente visti i pensieri di uguaglianza di Godwin). All'incirca nello stesso momento, Godwin ebbe notizia dell'impossibilità di Shelley di saldare i prestiti che gli aveva concesso. Mary, che più tardi scrisse del suo "eccessivo e romantico attaccamento" al padre, si sentì confusa. Vedeva Percy Shelley come un'incarnazione delle idee riformistiche e liberali del 1790 dei suoi genitori, in particolare l'idea di Godwin del matrimonio come un "repressivo monopolio", idea che aveva argomentato nella sua edizione del 1793 di Political Justice ma che avrebbe in seguito rivisto.
Il 28 giugno 1814 la coppia fuggì in segreto in Francia, portando con sé la sorellastra di Mary, Claire Clairmont. Il commento di Godwin fu: "Entrambi mi hanno deluso". I tre si imbarcarono per l'Europa attraversando la Francia per poi andare ad abitare in Svizzera. Gli Shelley avrebbero pubblicato in seguito un resoconto dell'avventura.
Dopo aver convinto Jane, nota da allora come Claire, che li aveva inseguiti fino a Calais, della loro intenzione di non ritornare a casa, il trio viaggiò verso Parigi e quindi, a dorso di mulo o di asino o su carrettini, attraversarono la Francia, recentemente dilaniata dalla guerra, fino a raggiungere la Svizzera. "Era come recitare un romanzo, divenire un romanzo vivente", scrisse Mary ricordandosene nel 1826. Viaggiando, Mary e Percy leggevano le opere di Mary Wollstonecraft e di altri autori come l'abate Barruel, tenevano un diario comune e continuavano le proprie scritture. A Lucerna a causa della penuria di denaro decisero tuttavia di tornare indietro. Costeggiarono il Reno raggiungendo via terra il porto di Maassluis (dove Mary scrisse l'abbozzo di un racconto mai terminato intitolato Hate), arrivando poi a Gravesend, nella contea inglese del Kent, il 13 settembre 1814. Tre anni più tardi, nel 1817, il diario di questo loro viaggio fu riadattato per essere pubblicato come opera narrativa dal titolo Storia di un viaggio di sei settimane (History of Six Weeks' Tour through a Part of France, Switzerland, Germany, and Holland, with Letters Descriptive of a Sail round the Lake of Geneva, and of the Glaciers of Chamouni), a cui Percy diede un piccolo contributo.

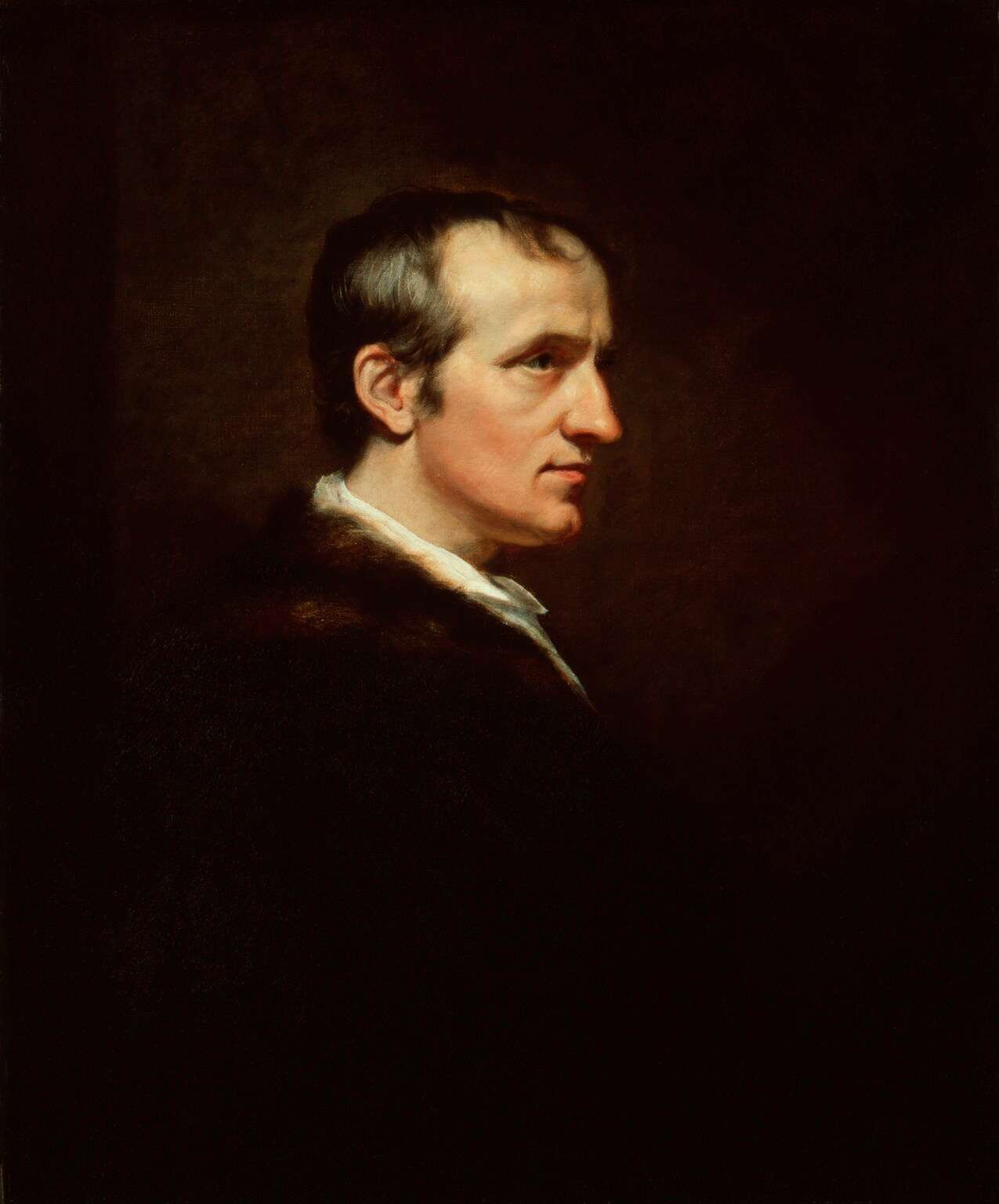
William Godwin

Dopo sei settimane, nostalgici della madre patria e senza soldi, i tre giovani tornarono in Inghilterra. Lì constatarono che Godwin, che un tempo aveva caldeggiato l'amore libero e vissuto secondo i suoi principi, si rifiutava di rivolgere la parola a Mary e a Shelley, e così fu per qualche anno. In realtà il filosofo temeva per le conseguenze sull'immagine famigliare, come dimostrerà in altre occasioni, in quanto i conservatori ne approfittavano sempre per denigrarlo, fino a portarlo sul lastrico, boicottando le sue attività letterarie ed editoriali. Nell'autunno del 1815, stabilitosi a Londra con Mary ma eludendo i creditori, Shelley produsse l'allegoria in versi intitolata Alastor, o lo spirito della solitudine (Alastor, or The Spirit of Solitude). Per quanto allora non attraesse molta attenzione, oggigiorno quest'opera è ritenuta il suo primo grande poema. La situazione in Inghilterra fu ricca di complicazioni, molte delle quali Mary non aveva previsto. Durante, o dopo, il loro viaggio, Mary era infatti rimasta incinta. Inoltre si ritrovarono di nuovo senza soldi e, con grande sorpresa da parte di Mary, suo padre si rifiutava di avere con loro il minimo contatto, sebbene poi accettasse senza troppi problemi del denaro da Percy. La coppia trovò alloggio assieme a Claire nei pressi di Somers Town e quindi a Nelson Square. Vissero questo periodo mantenendo il loro intenso programma di letture, leggendo il Caleb Williams di Godwin e di scrittura, ricevendo gli amici di Percy Shelley, come Thomas Jefferson Hogg e lo scrittore Thomas Love Peacock.  Le lettere scambiate dai due amanti in questo periodo rivelano la loro pena a causa della separazione forzata.
Incinta e spesso malata, Mary Godwin si trovò a far fronte alla gioia di Shelley per la nascita di Charles, figlio del poeta e di Harriet, e al rapporto sempre più difficile con Claire, la quale cominciò ad attirare l'attenzione della coppia perché si sentiva trascurata. Mary trovò parziale conforto in Hogg, che all'inizio non trovava molto simpatico ma che col tempo cominciò a considerare un amico. Mary continuò ad amare Percy e non mise mai in dubbio il suo amore per lui, come del resto afferma chiaramente in una lettera diretta ad Hogg: "So quanto mi ami e con quale tenerezza, e mi piace pensare che posso costituire la tua felicità. (...) ma la nostra ancora più grande felicità sarà in Shelley - che io amo così teneramente e interamente, la mia vita è nella luce dei suoi occhi e la mia intera anima è completamente assorbita da lui".
Il 22 febbraio 1815 Mary diede alla luce una bimba prematura di due mesi, Clara, che morì circa due settimane dopo. A seguito della morte della piccola, Mary contattò Hogg mediante una lettera, che in quel frangente si rivelò un buon amico.
La perdita della figlia precipitò Mary in una profonda depressione, spesso ossessionata proprio dalla visione della bimba; presto tuttavia si riprese ed entro l'estate si ristabilì. A seguito del risanamento delle finanze di Percy - seguito alla morte di suo nonno, sir Bysshe Shelley - la coppia trascorse un periodo di vacanza a Torquay e in seguito affittò una casa a due piani a Bishopsgate, vicino al parco di Windsor. Poco si sa di questo periodo, dato che il diario di Mary che va dal maggio 1815 al luglio 1816 è andato perduto; Percy scrisse il suo poema Alastor e il 24 gennaio 1816 nacque il secondo figlio di Mary e Percy, che fu chiamato William in onore di Godwin e soprannominato dalla coppia "Willmouse".

### Conoscenza di Byron
Nell'estate del 1816 (l’“anno senza estate”) gli Shelley fecero un secondo viaggio in Svizzera. L'occasione venne dalla sorellastra di Mary Shelley, Claire Clairmont, che si era legata a Lord Byron l'aprile precedente, poco prima che questi si esiliasse nel continente. Byron aveva perso l'interesse verso Claire, ma lei utilizzò l'opportunità di incontrare gli Shelley come esca per farlo venire a Ginevra. Byron e gli Shelley affittarono delle case adiacenti tra loro sulle rive del Lago di Ginevra, e le frequenti conversazioni con Byron ebbero un effetto molto stimolante sulla poesia di Shelley. Un giro in barca intrapreso dai due spinse Shelley a scrivere l'Inno alla bellezza dell'intelletto (Hymn to Intellectual Beauty), la sua prima opera di un certo rilievo dopo l'Alastor. Un giro di Chamonix sulle Alpi francesi ispirò Monte Bianco (Mont Blanc), una poesia complessa in cui Shelley riflette sull'inevitabilità degli eventi della storia e sulla relazione tra la mente umana e la natura che ci circonda. A sua volta, Shelley influenzò la poesia di Byron. Tale influenza è visibile nella terza parte del Childe Harold's Pilgrimage, a cui Byron stava lavorando, e in Manfredi (Manfred), da lui scritto nell'autunno di quell'anno. In quello stesso tempo Mary trovò l'ispirazione per iniziare a scrivere Frankenstein, e iniziò qui a leggere L'Epistolario di Plinio il Giovane progettando di recarsi sul Lago di Como e a Lierna, dove si trovava la Villa Commedia. Nella tarda estate di quell'anno, Claire e gli Shelley fecero ritorno in Inghilterra. Claire era incinta della figlia di Byron, fatto, questo destinato ad avere conseguenze non trascurabili sul futuro di Shelley.

### Tragedie personali e secondo matrimonio

Mary Shelley

Nel maggio 1816 Mary e Percy si diressero assieme al figlio verso Ginevra, accompagnati da Claire Clairmont. Avevano pianificato di trascorrere l'estate con il poeta Lord Byron, che di recente aveva cominciato una relazione con Claire, la quale era rimasta incinta. Lo scopo di tale incontro era infatti quello di prendere decisioni sul da farsi nei confronti della creatura che stava venendo al mondo. Il gruppo raggiunse Ginevra il 14 maggio 1816, prendendo in affitto una casa chiamata Maison Chapuis nei pressi della villa in cui Byron risiedeva, Villa Diodati, vicino al villaggio di Cologny; Mary in quel periodo cominciò a definirsi "Signora Shelley". Byron, accompagnato dal medico John William Polidori, incontrò il gruppo il 25 maggio; trascorrevano le giornate scrivendo, andando in barca e parlando fino a notte fonda.
"Ma fu un'estate piovosa e poco clemente", ricorda Mary nel 1831. "la pioggia incessante ci costrinse spesso in casa per giornate intere." In queste giornate vari furono gli argomenti affrontati dalla compagnia: gli esperimenti condotti nel XVIII secolo da Erasmus Darwin (nonno di Charles), il quale affermò di esser riuscito a rianimare la materia morta, il galvanismo e la possibilità di ricomporre e ridare vita alle parti di un essere vivente, conoscenze che Shelley e Mary avevano approfondito discutendo con un loro amico, il medico italiano Andrea Vaccà Berlinghieri, che studiava i cadaveri e l'elettricità, e forse anche assistendo ad alcuni dei suoi esperimenti. Sedendosi davanti al fuoco alla villa di Byron, la compagnia si divertiva leggendo storie tedesche di fantasmi (come le Fantasmagoriana). Byron propose poi un gioco: ognuno avrebbe dovuto scrivere una storia di fantasmi e di paura; poco tempo dopo Mary nel dormiveglia ebbe l'idea, che divenne il romanzo Frankenstein.
Mary cominciò a scrivere la storia dandole l'impostazione di un racconto breve. Percy, dopo aver visto la prima bozza, la incoraggiò tuttavia a proseguire ed espandere il racconto in ciò che sarebbe divenuto il romanzo d'esordio di Mary: Frankenstein; ovvero il moderno Prometeo. In seguito Mary definì il periodo svizzero come "il momento in cui passai dall'adolescenza all'età adulta."

#### Il suicidio di Fanny Godwin e di Harriet
Dopo il loro rientro a Londra a settembre Mary e Percy presero casa a Bath, sempre accompagnati da Claire, la quale prese dimora vicino a loro. Motivo principale di questo loro spostamento a Bath fu la speranza di riuscire a tenere nascosta la gravidanza, oramai evidente, di Claire.
Quando erano ancora a Cologny, Mary aveva ricevuto lettere dalla sorella Fanny Imlay la quale si lamentava della propria "infelice vita"; il 9 ottobre Fanny scrisse poco dopo una "lettera allarmante", che spinse Percy a correre da lei, ma oramai era troppo tardi. Il 10 ottobre Fanny fu trovata morta in una camera a Swansea con una bottiglietta di laudano e una lettera di suicidio:
Vi aveva rimosso la firma, probabilmente per rispetto al nome Godwin. Il suicidio fu tenuto segreto; Godwin sparse la voce che Fanny era morta di malattia in Irlanda e impedì a Mary di andare a farle visita. La reputazione di Fanny era così salva. Shelley scrisse in sua memoria la poesia To Fanny Godwin. Poco tempo dopo a questa si aggiunse un'altra disgrazia: il 10 dicembre, infatti, Harriet, prima moglie di Percy, fu trovata affogata nel Serpentine, un laghetto di Hyde Park a Londra, secondo alcuni incinta. Nella biografia "The Life of Percy Bysshe Shelley, in four volumes" del 1858 di Thomas Jefferson Hogg, l'autore riporta come la ragazza fosse da sempre stata affascinata dalla morte, e di come affrontasse il discorso del suicidio anche con persone sconosciute. Probabilmente, fu ella stessa a mettere fine alla sua vita come aveva sempre detto di desiderare fare. 

#### Il matrimonio

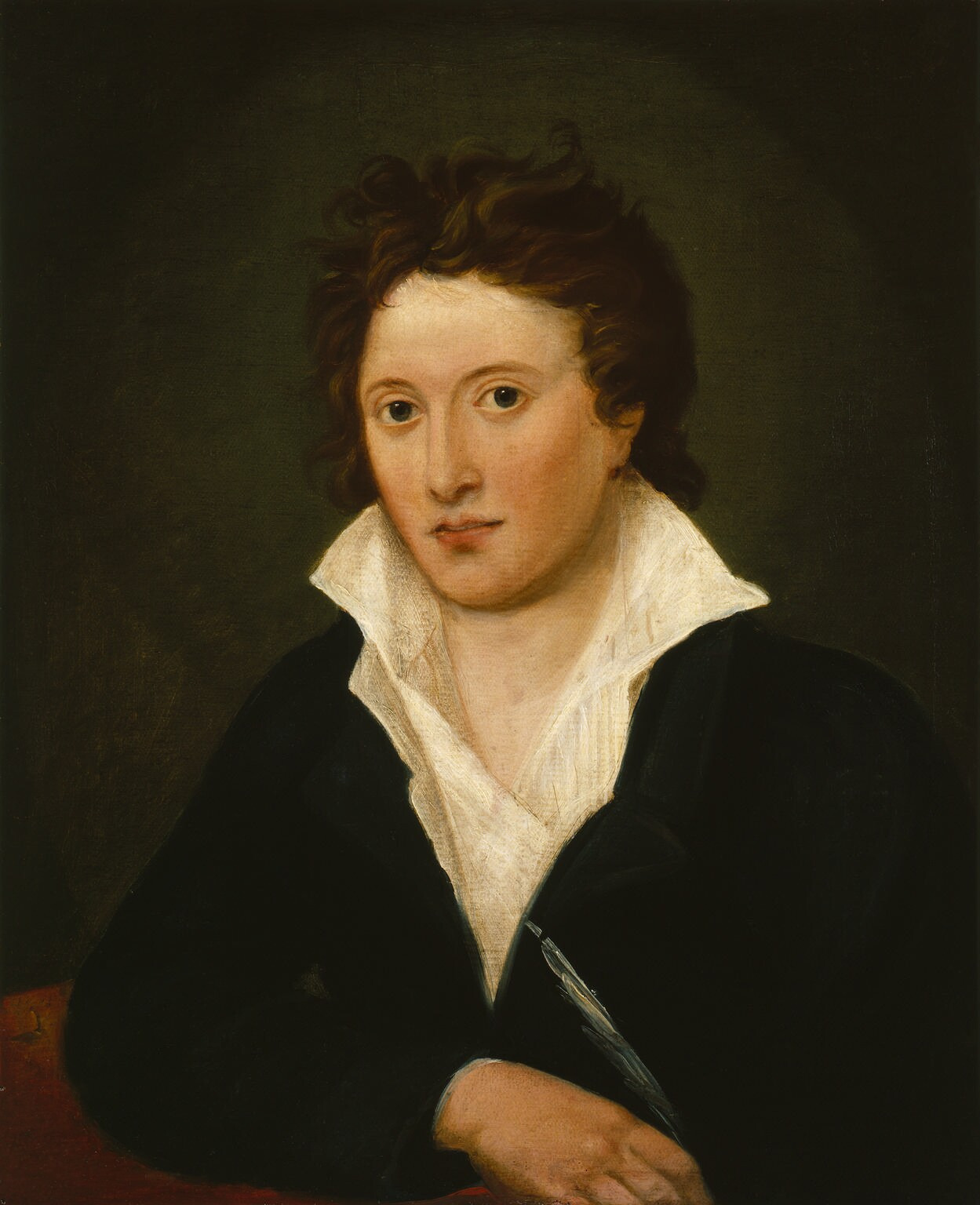
Amelia Curran
Ritratto di Percy Bysshe Shelley, pastello del 1819 e unico ritratto coevo del poeta.
National Portrait Gallery (Londra)

Dopo la tragica morte di Harriet - a cui Percy aveva lasciato i bambini poiché credeva nell'importanza che i piccoli vivessero con la madre - il poeta chiese di poter avere in affido i bambini, ma la famiglia Westbrook si oppose legalmente. Ne scaturì un processo in cui Shelley venne accusato di non essere in grado di badare alla sua prole a seguito della pubblicazione di Queen Mab: in realtà, i contenuti della sua opera erano già all'epoca scomodi per il sistema sociale e politico britannico poiché contrari al dislivello sociale, all'imposizione religiosa e al consumo di corpi di animali. Lo scrittore Timothy Morton ha avanzato anche l'ipotesi che siano stati l'ateismo stesso e l'alimentazione vegetale la causa della perdita dell'affido dei piccoli. I bambini infatti vennero affidati a Eliza, sorella di Harriet. Per garantire alla compagna e ai figli di godere di tutela legale, Percy sposò Mary il 30 dicembre 1816 nella chiesa di San Mildred, a Bread Street (Londra), nonostante entrambi fossero contrari ai vincoli istituzionali dell'amore. Alla cerimonia furono presenti i coniugi Godwin, William e la seconda moglie Mary Jane Clairmont, la madre di Claire, Charles e William jr.
Il 13 gennaio 1817 nacque la figlia di Claire, Alba, ribattezzata poi da Byron Allegra nel 1818.  Nello stesso periodo gli Shelley, con Claire e Allegra, traslocarono in una casa ad Albion, presso Marlow, nel Buckinghamshire, sulle rive del Tamigi. Qui il 2 settembre nacque la terza figlia di Mary, Clara Everina. A Marlow incontrarono Marianne e Leigh Hunt, lavorarono alle loro opere e discussero spesso di politica.
Nel maggio del 1817 Mary terminò di scrivere Frankenstein, che fu pubblicato anonimo nel 1818 con una prefazione scritta da Percy. Critici e lettori affermarono che Percy Shelley fosse il vero autore, probabilmente anche perché l'opera era dedicata a William Godwin. In realtà l'opera era di Mary, e Shelley ne fu sempre fiero nonostante alcuni editori inizialmente l'avessero rifiutata poiché opera letteraria di una donna. Fu proprio a Marlow che Mary sistemò le carte del viaggio del 1814, aggiungendoci degli appunti scritti in Svizzera nel 1816 e il poema di Percy Mont Blanc, pubblicando così nel 1817 Storia di un viaggio di sei settimane. 

Il 12 marzo 1818 Percy, Mary e i bambini partirono, portando con loro anche Claire e Allegra.

### Il viaggio in Italia e la morte
Dopo una serie di alti e bassi letterari e personali, nel 1818, rotti tutti i rapporti con la famiglia e in uno stato di salute pessimo, il poeta, col suo seguito (la moglie, i due figli, la cognata Jane/Claire e sua figlia Allegra) si spostò in Italia, dove, nel giro di quattro anni, soggiornò a Venezia, Livorno, Lucca, la Garfagnana, Este, Roma, Napoli, Firenze e Pisa. La sua ultima residenza fu a Villa Magni a San Terenzo, borgo marinaro nel comune di Lerici (La Spezia).

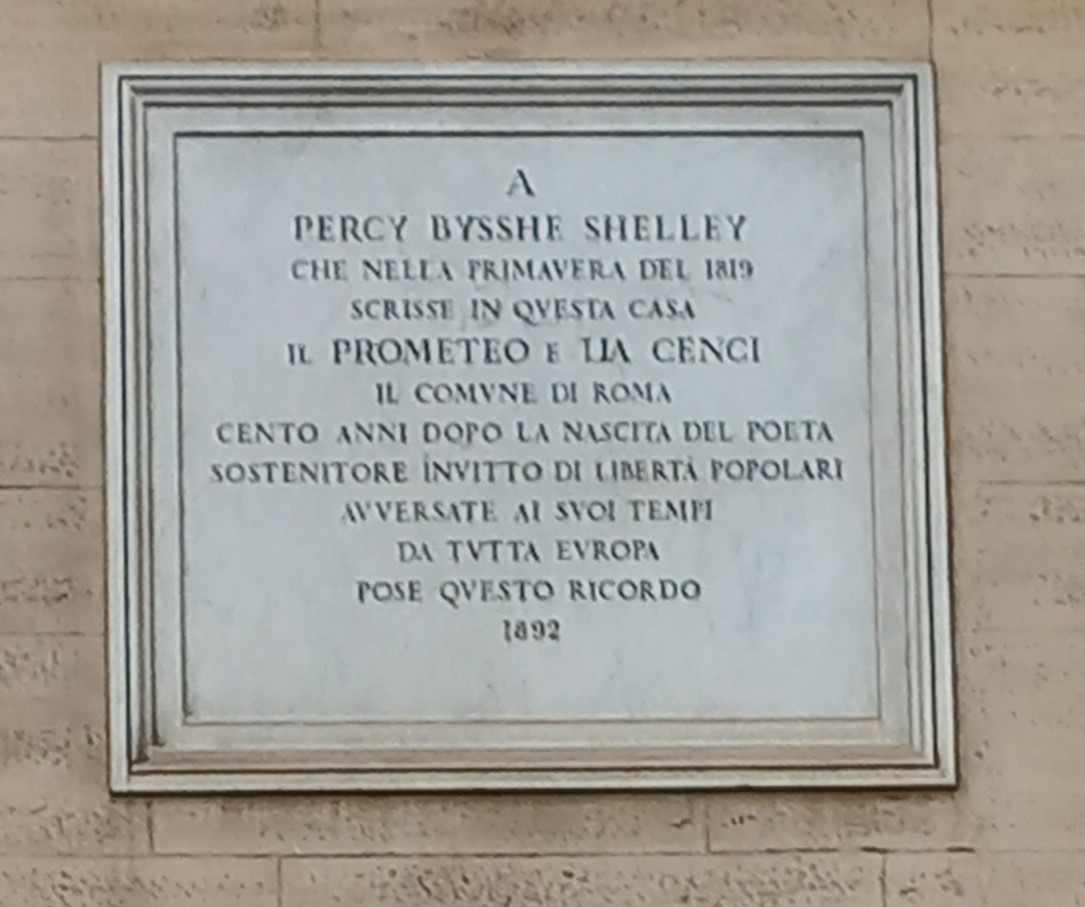
Targa commemorativa del poeta a Roma

Allegra Byron aveva vissuto per quindici mesi con la madre Claire, e con gli zii Percy e Mary quando Lord Byron pretese di averla con sé, vedendo nella condotta degli Shelley qualcosa di moralmente inaccettabile poiché non credevano in Dio ed alimentavano i figli con alimentazione pitagoriana. Alla fine Byron mandò la piccola Allegra in un convento di suore a Bagnacavallo, dove morirà lontano dai suoi affetti nel mese di aprile del 1822, a soli cinque anni e due mesi di età. Durante la permanenza in Italia gli Shelley visitarono molte città senza mai fermarsi troppo a lungo in un posto. Lungo la via fecero nuove amicizie e conoscenze, spesso viaggiando insieme al nuovo gruppo di amici. La coppia dedicava il proprio tempo alla scrittura, alla lettura, visitando le città, imparando la lingua e socializzando. 

L'avventura italiana fu segnata dalla morte di entrambi i figli della coppia: Clara morì per dissenteria a Venezia nel febbraio 1818, William morì invece di malaria a Roma nel giugno del 1819. Queste perdite gettarono Mary in una profonda depressione che Percy cercò di arginare provando ad adottare una bambina orfana a Napoli. Il poeta le dedicò alcuni versi:
Per un po' di tempo Mary trovò come unico conforto la scrittura. La nascita a Firenze di un altro figlio, Percy Florence, il 12 novembre 1819, la aiutò a riprendersi, sebbene Mary abbia serbato il ricordo dei propri figli sino alla fine della propria vita.
L'Italia consentiva agli Shelley, a Byron e agli altri esuli una libertà politica irrealizzabile in patria. Malgrado le perdite personali, diventò per Mary "un Paese nel quale la memoria viene dipinta come il paradiso" Gli anni italiani furono intensi sia dal punto di vista intellettuale che creativo per entrambi i coniugi Shelley. Mentre Percy compose la maggior parte dei suoi poemi anche grazie alle emozioni scaturite dalle loro perdite affettive, Mary scrisse la novella semi autobiografica Matilda, il romanzo storico Valperga e le opere teatrali Proserpina e Mida.

Mary scrisse Valperga per aiutare la situazione finanziaria del padre.
Nel dicembre 1818 gli Shelley si diressero verso Napoli, dove rimasero tre mesi, ricevendo come ospite soltanto un visitatore, un medico. Proprio a Napoli Mary trasse ispirazione per la realizzazione del romanzo apocalittico L'ultimo uomo. Nel 1820 si trovarono a dover affrontare le accuse e le minacce di Paolo ed Elise Foggi, ex domestici che Percy aveva licenziato a Napoli dopo che la coppia Foggi si era sposata. I due avevano scoperto che il 27 febbraio 1819, a Napoli, Percy aveva registrato come figlio suo e di Mary una bambina di due mesi chiamata Elena Adelaide Shelley, affermando inoltre che la vera madre non fosse Mary, ma Claire. I biografi hanno offerto varie interpretazioni di questa vicenda: che Shelley avesse deciso di adottare una bambina del luogo per lenire il dolore di Mary dopo la perdita della figlia, che la figlia fosse sua e di Elise, oppure di Claire o di un'altra donna, o anche che la bambina fosse nata da una relazione di Elise con Byron. Mary Shelley affermò più volte che, se Claire fosse stata incinta, lei lo avrebbe certamente saputo, ma in realtà non è molto chiaro ciò che effettivamente Mary sapeva della situazione. Gli eventi di Napoli, città che Mary più tardi definì come un "paradiso abitato da demoni" (ma a cui Shelley dedicò alcune liriche), rimangono avvolti dal mistero. L'unica cosa certa era che Mary non era la madre della bambina. Elena Adelaide Shelley morì a Napoli il 9 giugno 1820.
Così, tuttora non è chiara la vicenda della bambina, nata e morta molto piccola, registrata come figlia naturale di Shelley e Mary, ma che in realtà pare che non avesse rapporti di parentela né con lei né con Percy (si disse anche che era figlia dei domestici di Shelley).
Nell'estate del 1822 Percy e Mary (nuovamente incinta) si diressero, assieme a Claire e Williams, a Villa Magni, a San Terenzo, nella baia di Lerici, quello che sarà chiamato il "golfo dei poeti". Una volta sistematisi nella nuova dimora, il clima di tranquillità fu spezzato dall'annuncio della morte di Allegra, figlia di Claire, deceduta di tifo nel convento di Bagnacavallo in cui Byron aveva voluto educarla. Questo evento gettò sia Claire che Mary in una profonda depressione. Shelley rimase sconvolto per la morte dell'adorata nipote, tanto da non darsi pace poiché a sua detta le cose sarebbero dovute andare diversamente: il poeta infatti non appoggiava la scelta di Byron di tenerla lontana dalla sua famiglia. Questa morte improvvisa incrinò i rapporti fra i due poeti, in modo definitivo. Mary durante la permanenza a San Terenzo non si sentiva felice: Villa Magni le appariva come una prigione. Il 16 giugno ebbe un aborto spontaneo e rischiò di morire. Percy intervenne prontamente, immergendo Mary in una vasca con ghiaccio per rallentare l'emorragia prima dell'arrivo del medico, salvandole così la vita.

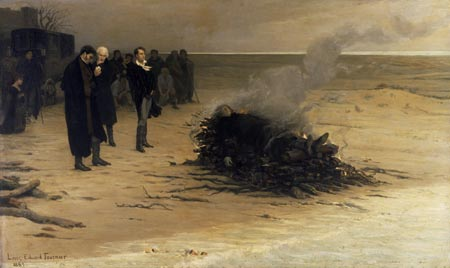
Louis Edouard Fournier
Il funerale di Percy Bysshe Shelley
Liverpool, Walker Art Gallery.

La vicinanza con il mare diede a Shelley e a Williams l'opportunità di divertirsi navigando con la loro nuova barca, la goletta "Ariel" (che Shelley si rifiutò di chiamare "Don Juan", come Byron invece desiderava). La barca era stata progettata da Daniel Roberts e da Edward Trelawny, un ammiratore di Byron che aveva raggiunto il gruppo nel gennaio 1822.
Il 1º giugno 1822 Percy, Edward E. Williams e il capitano Daniel Roberts salparono diretti verso la costa di Livorno. Là Percy doveva discutere con Byron e Leigh Hunt sulla possibilità di avviare una rivista radicale chiamata The Liberal.

L'8 luglio 1822, a poco meno di un mese dal suo trentesimo compleanno, Percy e Edward salparono nuovamente, accompagnati dal marinaio Charles Vivian, per fare ritorno a Villa Magni, ma non giunsero mai a destinazione.

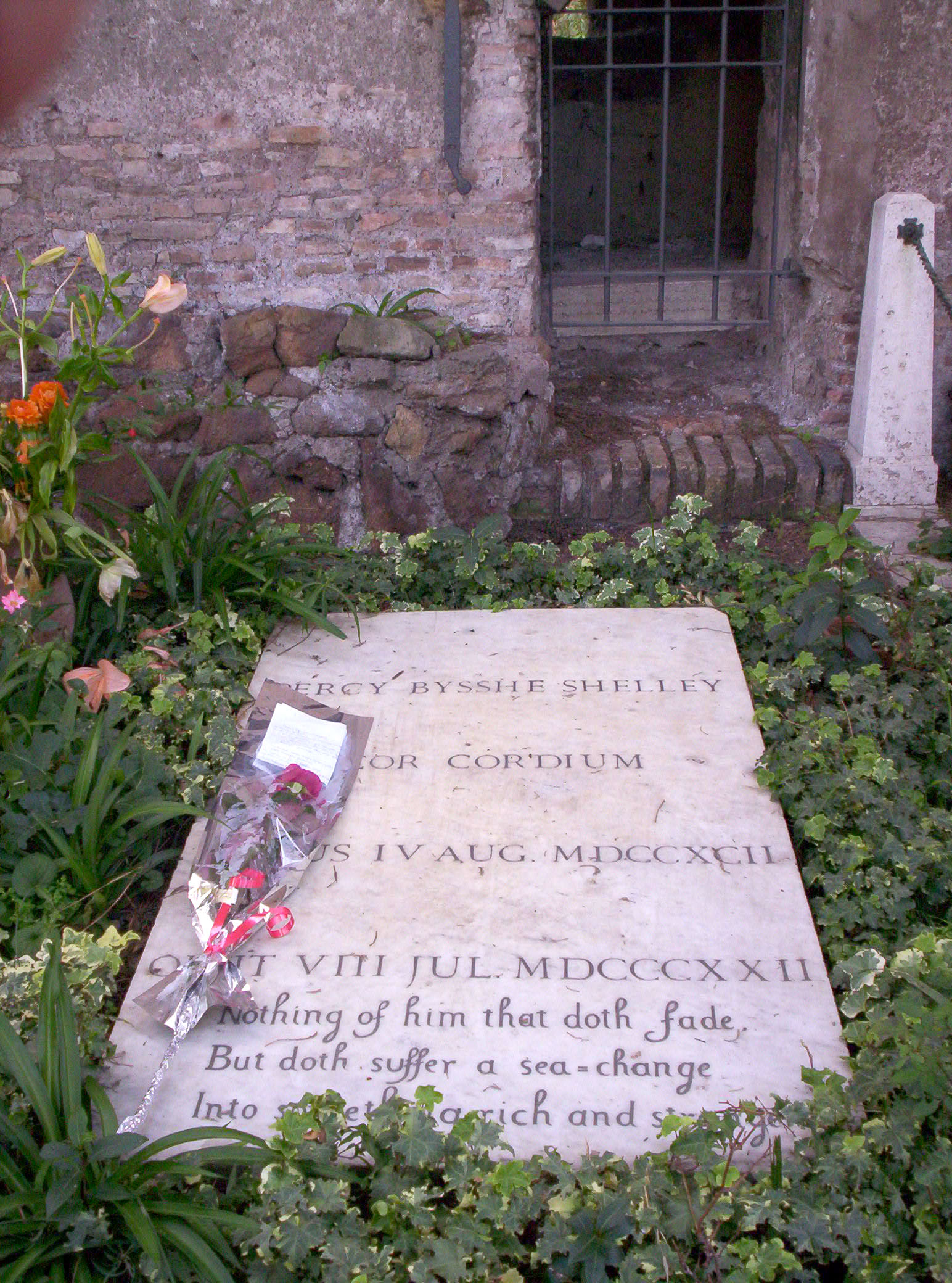
La tomba di Shelley e del figlio William
Roma, Cimitero degli inglesi

A Villa Magni arrivò una lettera di Hunt per Percy, datata 8 luglio, in cui Hunt chiedeva come fossero riusciti a tornare a casa dato il cattivo tempo il giorno della loro partenza. Mary e Jane Williams partirono subito verso Livorno e quindi alla volta di Pisa, con la speranza di trovare i mariti salvi.
Dalla ricostruzione dei fatti si evinse che, subito dopo la partenza, Shelley era stato sorpreso da una improvvisa tempesta mentre, a bordo della sua nuova barca, stava navigando con gli amici verso San Terenzo, di ritorno da Pisa e Livorno. Aveva appena fondato The Liberal con Hunt, che aveva incontrato insieme a Byron. L'imbarcazione, un vascello aperto costruito a Genova appositamente per Shelley su imitazione di un modello della marina inglese, non si capovolse, ma affondò nel mare di fronte a Viareggio; Mary Shelley dichiarò nella sua Nota alle poesie del 1822 (1839) che vi era un difetto nel progetto e che la goletta non era adatta per navigare. 

Attorno alla triste vicenda ruotano alcune teorie infondate, come un attacco di pirati o un omicidio da parte di agenti del governo britannico - che lo riteneva un pericoloso oppositore politico per le sue posizioni anticolonialiste e repubblicane.
Dieci giorni dopo la partenza i tre corpi furono rinvenuti presso la costa di Viareggio, a tre distanze diverse. Le leggi dell'epoca, come spiega Guido Biagi nella sua opera "Gli Ultimi Giorni di Percy Bysshe Shelley con nuovi Documenti" (1922) non permettevano la sepoltura dei corpi ritrovati in mare per motivi di "sanità pubblica". Vi fu una lunga trattativa tra le famiglie Shelley e Williams per riavere i corpi, ma il trasferimento nel cimitero inglese di Livorno non fu consentito. Trelawny, Byron e Hunt decisero di optare per un rituale funebre ellenico per il poeta: cremarono il corpo di Shelley sulla spiaggia del ritrovamento. 
Dopo una sepoltura provvisoria nella sabbia, sempre sulla stessa spiaggia, la cerimonia di cremazione avvenne quindi nello stesso luogo, qualche settimana dopo, nel mese di agosto del 1822. 

Durante il rogo furono versati sul corpo di Percy profumi, incensi e oli aromatici procurati da Byron stesso, come avvenne durante il funerale di Miseno descritto nel sesto libro dell'Eneide.

Un aneddoto narra che il cuore di Shelley non fu incenerito dalle fiamme. L'incredibile fatto fu raccontato da Byron in una lettera. Trelawny lo consegnò a Mary in una scatola di legno assieme alle ossa e alle ceneri di Shelley. Il cuore venne realmente estratto quasi intatto dalla pira, come si vedrà poi, e custodito da Mary Shelley fino al giorno della morte di lei, quando venne sepolto nel cimitero di Bornemouth (dove erano stati traslati anche i corpi di Mary Wollstonecraft e William Godwin, per disposizione di Percy Florence); le ceneri invece vennero sepolte nel cimitero acattolico (o cimitero degli inglesi) di Roma, insieme al figlio William, dove tuttora è la tomba, poco lontano da quella di John Keats. 

L'epigrafe, con riferimento alla sua morte in mare, riprende tre versi del canto di Ariel (in ricordo della goletta) dalla Tempesta di Shakespeare: Nothing of him that doth fade / but doth suffer a sea change / into something rich and strange («Niente di lui si dissolve / ma subisce una metamorfosi marina / per divenire qualcosa di ricco e strano»).

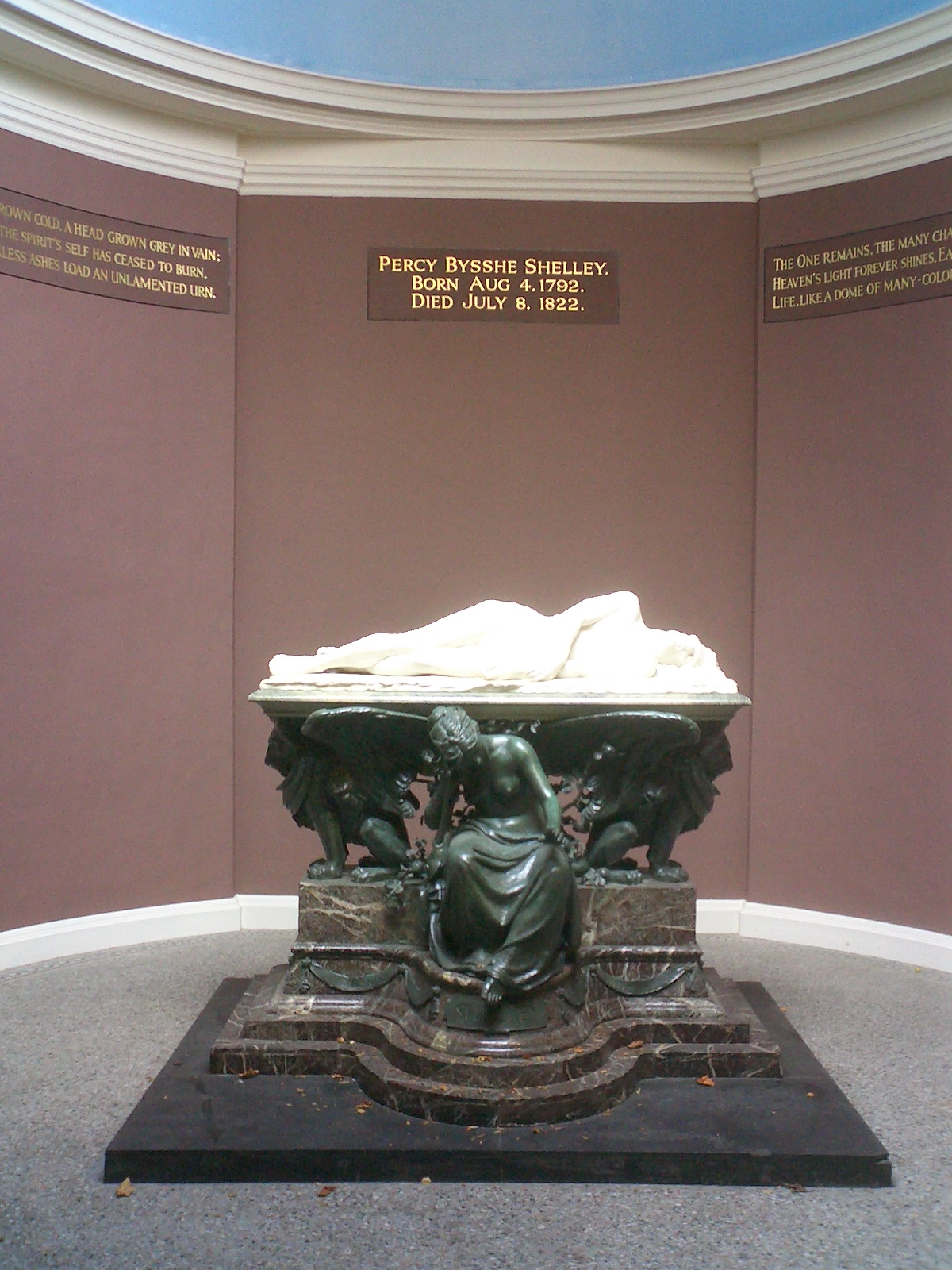
Il memoriale in ricordo di Shelley, presso l'University College dell'Università di Oxford

Nel 1892, nel centenario della nascita, un comitato nato nel 1890 (già costituito una prima volta nel 1874), a cui avevano aderito Algernon Swinburne, Domenico Menotti Garibaldi, Felice Cavallotti, Edmondo De Amicis, Mario Rapisardi e William Ewart Gladstone, ottenne di erigere un busto a Shelley, nei pressi del luogo dove il suo corpo venne cremato. Dopo diverse vicissitudini il monumento fu inaugurato, nel 1894, in piazza Paolina.

Nel 1922, per celebrare il centenario della morte del poeta inglese e il suo legame con l'Italia, Lorenzo Viani fu incaricato dal Comitato per le Onoranze di commemorare la ricorrenza a Viareggio. Viani, per l'occasione, curò la pubblicazione del numero unico "P.B. Shelley", al quale collaborarono Alceste de Ambris e Gabriele D'Annunzio. Da allora sono state organizzate diverse intitolazioni e commemorazioni sia in Inghilterra che in Italia, soprattutto a Lerici, Viareggio e Bagni di Lucca.
Negli anni successivi alla sua morte, la città di Viareggio ha dedicato una piazza in suo onore, nel centro della città di fronte all’attuale liceo classico. Si ritiene infatti che la piazza sorga nel luogo in cui avvenne la cremazione del poeta stesso, e ciò è stato ricordato ulteriormente con una statua in sua memoria posta al centro della piazza stessa.

### Discendenti
Dalla prima moglie Harriet Westbrook (Londra, 1º agosto 1795 - Londra, 12 dicembre 1816) ebbe:
- Ianthe Eliza Shelley (Londra, 23 giugno 1813 - Cothelston, Somerset, 16 giugno 1876)
- Charles Bysshe Shelley (Londra, 30 novembre 1814 - 14 settembre 1826)

Dalla seconda moglie Mary Godwin (Londra, 30 agosto 1797 – Londra, 1º febbraio 1851) ebbe:
- Clara[89] Shelley (Londra, 22 febbraio 1815 - Londra, marzo 1815)
- William Shelley (Londra, 24 gennaio 1816 - Roma, 7 giugno 1819)
- Claire Everina Shelley (Londra, 2 settembre 1817 - Venezia, febbraio 1818)
- Elena Adelaide Shelley (figlia adottiva, Napoli, 27 dicembre 1818 -  Napoli, 9 giugno 1820)
- Percy Florence Shelley (Firenze, 12 novembre 1819 - Boscombe, 5 dicembre 1889)

Gli sopravvissero solo tre figli su sette: Ianthe e Charles, rispettivamente la figlia e il figlio avuta da Harriet, e Percy Florence, il figlio avuto da Mary. Charles, già malato di tubercolosi, morì per le ferite riportate dopo essere stato colpito da un fulmine durante un temporale nel 1826. Percy Florence, che in seguito ereditò il titolo di baronetto nel 1844, morì senza figli (adottò una figlia, ed ebbe alcuni nipoti); il titolo passò alla morte di Percy Florence (1889) a uno dei cugini di Shelley, Edward. Gli intimi discendenti diretti del poeta sono quindi i figli di Ianthe. Ianthe Shelley si sposò nel 1837 con Edward Jeffreis Esdailes. Dal matrimonio nacquero due figli maschi e una femmina. Ianthe morì nel 1876. I suoi discendenti sono tuttora in vita.

Albero genealogico della famiglia Godwin-Wollstonecraft-Shelley

## La poetica e il pensiero
(Percy Bysshe Shelley, Ode al vento occidentale, trad. di Roberto Sanesi)
Nonostante dichiari il suo aperto ateismo e il suo materialismo, Shelley è in realtà un panteista e un epicureo che sogna un Eden pagano dove non esiste il peccato ma solo gioia e piacere (amori impetuosi, passioni brevi ma travolgenti segnarono il suo percorso di "genio nordico dal cuore latino"); secondo il suo pensiero Dio è tutta la natura e il mondo stesso, l'uno e il tutto riuniti nella memoria della specie, un Dio in marcia con l'umanità: sta ai poeti riprendere là dove altri hanno finito nella stesura di quel poema universale che è la ricerca dell'invisibile attraverso il bello, l'intuizione e l'ispirazione.
Dalla sua formazione classica, dallo studio del greco e del latino, deriva una passione per i miti, che nella sua poesia sono spesso ripresi e ampliati.
Nel Prometeo liberato e nel saggio In difesa della poesia Shelley esorta i poeti a ricercare la parola trasfigurante che può indovinare l'invisibile e ad entrare nel mondo del mistero che può essere rivelato da una parola mai parlata: non è quindi un illuminista come il suo ispiratore Godwin, non è uno scienziato che sperimenta, ma un medium che col linguaggio scopre la verità più recondita.
Shelley è un poeta contraddittorio: nelle sue opere bisogna distinguere la poesia frutto di commozione eloquente da quella composta di versi ideologici e talvolta retorici, a partire da quelli condizionati dalle sue posizioni a favore dell'amore libero e di ogni trasgressione dei principi correnti, contro il lavoro organizzato in fabbrica, contro l'istituzione di una società mercantile e colonialista.
Shelley non è impegnato a costruirsi un'immortalità postuma con la scrittura o le gesta (come accadde per Byron o D'Annunzio), ma è afflitto dalla mortalità dell'uomo, temperata talvolta solo dall'idea secondo la quale ci si può ricongiungere all'Assoluto attraverso la contemplazione e con l'aiuto della filosofia si può tendere all'Uno.

### Difesa del vegetarianismo
Percy Bysshe Shelley, seguito dalla moglie Mary Shelley, fu un grande difensore della dieta vegetale definita pitagoriana. Nel 1813, giovanissimo, pubblicò Queen Mab con una lunga nota 17 dove si parlava del consumo di animali come errore umano.  Shelley scrisse diversi saggi in cui difendeva la dieta vegetariana, tra i quali A Vindication of Natural Diet (Rivendicazione della dieta naturale) e On the Vegetable System of Diet (Sul sistema della dieta vegetale) che circolarono in forma privata e che ancora oggi godono di scarsa conoscenza fra lettori e lettrici del mondo animalista.
I due testi sono opere preziose di difesa dell'alimentazione vegetale per motivi etici, ecologici, sociali, politici, e non tralasciano l'importante aspetto morale riguardo al diritto alla vita degli animali.
Shelley scrisse, riprendendo il sensismo e il pre-animalismo di illuministi come Voltaire e Diderot, nella seconda di queste due opere: «Il macello d'innocui animali non può mancare di produrre molto di quello spirito d'insana e spaventevole esultanza per la vittoria acquistata a prezzo del massacro di centomila uomini. Se l'uso del cibo animale sovverte la quiete del consorzio umano, quanto è indesiderabile l'ingiustizia e la barbarie esercitata verso queste povere vittime! Esse sono chiamate a vivere dall'artificio umano solo allo scopo di vivere una breve e infelice esistenza di malattia e schiavitù, perché il loro corpo sia mutilato e violati i loro affetti. Molto meglio che un essere capace di sentimenti non sia mai esistito, piuttosto che sia vissuto soltanto per sopportare una dolorosa esistenza senza sollievo alcuno.»

### Pacifismo e nonviolenza in Shelley
(P.B. Shelley, La maschera dell'anarchia)
La disobbedienza civile di Henry David Thoreau e la resistenza nonviolenta del Mahatma Gandhi furono influenzate e ispirate anche dall'attitudine nonviolenta di Shelley nelle proteste e nelle azioni politiche. Gandhi citò spesso brani de La maschera dell'anarchia (nel quale l'anarchia è intesa nel tradizionale significato di caos, e non come libertà dai tiranni) di Shelley,, opera che venne definita "forse la prima formulazione moderna del principio di resistenza non violenta". L'ispirazione pacifista, evidente anche in altre opere come La rivolta dell'Islam, è considerata evidente, e porta Shelley a teorizzare una rivolta senza violenza alcuna.

## L'influenza di Shelley
(Giosuè Carducci, Presso l'urna di P. B. Shelley, Odi barbare)

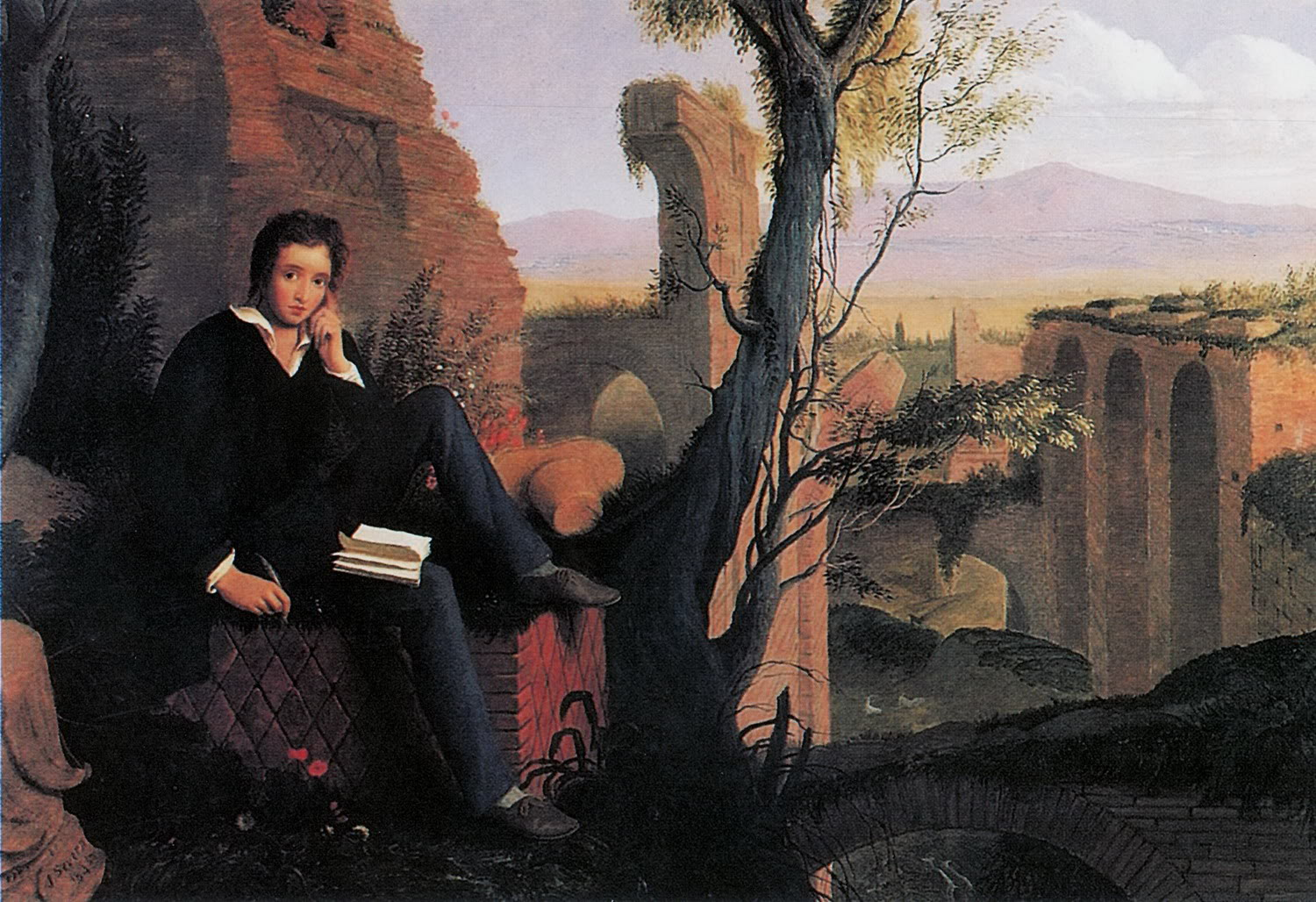
Joseph Severn, Shelley scrive il Prometeo Liberato presso le terme di Caracalla

Shelley non riscosse popolarità nella generazione che seguì immediatamente la sua morte, al contrario di Lord Byron, famoso tra le classi più alte durante la sua esistenza nonostante il suo pensiero radicale. Per decenni dopo la morte, Shelley fu solo apprezzato dai grandi poeti vittoriani come Alfred Tennyson, Robert Browning, Algernon Swinburne o William Butler Yeats o letto solo da personalità di cultura come Giacomo Leopardi (Giacomo Zanella, traduttore e letterato, notò questo influsso, seppur minoritario rispetto a quello di Byron, sul poeta di Recanati) e Giuseppe Mazzini (conoscente di Mary Shelley durante il suo esilio a Londra); ma espressero interesse anche i preraffaelliti, i socialisti e il movimento laburista - egli contava Karl Marx tra i suoi ammiratori - e ovviamente gli anarchici, che lo consideravano il primo vero artista anarchico della storia. Solo nella seconda parte del XIX secolo l'opera di Shelley, o piuttosto la parte per così dire più "innocente" e meno rivoluzionaria di essa, divenne celebre - grazie all'opera divulgativa di studiosi come Henry Stephens Salt, la cui tanto acclamata biografia, Percy Bysshe Shelley: il poeta e il pioniere (Percy Bysshe Shelley: Poet and Pioneer) fu pubblicata per la prima volta nel 1896. Nello stesso periodo curarono opere su Shelley i poeti italiani Giosuè Carducci e Gabriele D'Annunzio.
La morte di Shelley è ricordata da Virginia Woolf nel suo diario, in data 12 maggio 1933. La scrittrice si trovava a Pisa all'albergo Nettuno e scrive "La casa di Shelley che aspetta vicino al mare, e Shelley che non arriva, e Mary e la signora Williams che guardano dal terrazzo, e poi Trelawney che arriva da Pisa e il cadavere bruciato sulla spiaggia: a questo penso". Ammirazione per Shelley fu espressa anche da Bertrand Russell, Rabindranath Tagore, C. S. Lewis. Nel periodo tra la prima guerra mondiale e la metà del XX secolo, età dominata dalla critica di T. S. Eliot, la poesia di Shelley fu trattata con sussiego dall'establishment dei critici - anche a causa della reazione di Eliot (che pure ne apprezzava la tecnica compositiva) all'ateismo militante del poeta. Alla fine degli anni cinquanta, grazie alla spinta di Harold Bloom, Shelley cominciò a riacquistare una reputazione.
Dopo i vittoriani, trassero ispirazione da Shelley (come accaduto già con Coleridge e Blake), i poeti ribelli delle generazioni successive, dai decadenti agli intellettuali degli anni sessanta: Shelley fu un esempio per il movimento vegetariano, i libertari, la psichedelia e la beat generation; l'ammirazione per Shelley (spesso estesa anche a Mary, Keats e Byron), la sua poesia e la vita fuori dagli schemi, a volte rappresentata più eccessiva di quanto fu, lo fecero divenire uno dei simboli stessi del periodo romantico.

## Lista delle opere

### Poesie, poemi, prose e tragedie
- The Wandering Jew (1810, pubbl. 1877)
- Zastrozzi (1810)
- Original Poetry by Victor and Cazire (1810), con la sorella Elizabeth Shelley
- Posthumous Fragments of Margaret Nicholson: Being Poems Found Amongst the Papers of That Noted Female Who Attempted the Life of the King in 1786 (1810), con T.J. Hogg
- St. Irvynel; or, The Rosicrucian (1811)
- The Devil's Walk: A Ballad (1812)
- Queen Mab: A Philosophical Poem (1813)
- A Vindication of Natural Diet (1813)
- On the Vegetable System of Diet (1814)
- Confutazione del deismo: dialogo (1814)
- Alastor, o lo spirito della solitudine (1815)
- Wolfstein; or, The Mysterious Bandit (1815)
- The Daemon of the World (1816)
- Mont Blanc (1816)
- Inno alla bellezza intellettuale (1817), con Lord Byron
- Laon and Cythna; or, The Revolution of the Golden City: A Vision of the Nineteenth Century (1817)
- La rivolta dell'Islam (1817)
- Storia di sei settimane con Mary Shelley (1817)
- Ozymandias (1818)
- Traduzione del Simposio di Platone (1818)
- Prefazione a Frankenstein o il Prometeo moderno (1818)
- Rosalind and Helen: A Modern Eclogue (1818)
- Lines Written Among the Euganean Hills (1818)
- I Cenci (1819)
- Ode al vento dell'Ovest (1819)
- La maschera dell'anarchia (1819)
- Ode a Napoli (1819)
- Men of England (1819)
- England in 1819 (1819)
- A Philosophical View of Reform (1819)
- Julian and Maddalo: A Conversation (1819)
- Peter Bell the Third (1820)
- Prometeo liberato (1820)
- A un'allodola (1820)
- La nuvola (1820)
- Oedipus Tyrannus; Or, Swellfoot The Tyrant: A Tragedy in Two Acts (1820)
- The Witch of Atlas (1820)
- Adonaïs (1821)
- Ion by Plato, translation from Greek into English (1821)
- Epipsychidion (1821)
- Hellas, A Lyrical Drama (1822)
- The Triumph of Life (1822, incompiuto)

### Prose corte
- The Assassins, A Fragment of a Romance (1814)
- The Coliseum, A Fragment (1817)
- The Elysian Fields: A Lucianic Fragment
- Una Favola (A Fable) (1819, scritta in italiano)

### Saggi filosofici
- Poetical Essay on the Existing State of Things (1811)
- La necessità dell'ateismo (1811), con T. J. Hogg
- Declaration of Rights (1812)
- A Letter to Lord Ellenborough (1812)
- Difesa della Poesia
- Rivendicazione della dieta naturale (1813)
- Sul sistema della dieta vegetariana (1814–1815)
- On Love (1818)
- On Life (1819)
- On a Future State (1815)
- On The Punishment of Death
- Speculations on Metaphysics
- Speculations on Morals
- On Christianity
- On the Literature, the Arts and the Manners of the Athenians
- On The Symposium, or Preface to The Banquet Of Plato
- On Friendship
- On Frankenstein

### Collaborazioni con Mary Shelley
- Storia di sei settimane (1817)
- Frankenstein (1818)
- Proserpina (1818)
- Mida (1820)

### Edizioni in lingua inglese di opere di Shelley
- (EN) Percy Bysshe Shelley, [Opere. Poesia]. 1, London, Gibbings, 1894. URL consultato il 14 aprile 2015.

- (EN) Percy Bysshe Shelley, [Opere. Poesia]. 2, London, Gibbings, 1894. URL consultato il 14 aprile 2015.

- (EN) Percy Bysshe Shelley, [Opere. Poesia]. 3, London, Gibbings, 1894. URL consultato il 14 aprile 2015.

### Edizioni in lingua italiana di opere di Shelley
- Poesie, a cura di Roberto Sanesi, Milano, Arnoldo Mondadori Editore, 1983, ISBN 978-88-04-40440-8.
- Poesie, a cura di Giuseppe Conte, Milano, Rizzoli, 1989, ISBN 978-88-17-16698-0.
- Opere, edizione presentata, tradotta e annotata da Francesco Rognoni, Biblioteca della Pléiade, Torino, Einaudi-Gallimard, 1995, ISBN 978-88-446-0027-3.
- Opere poetiche, a cura di Francesco Rognoni, con la collaborazione di Valentina Varinelli, Collana I Meridiani, Milano, Mondadori, 2018, ISBN 978-88-046-87450.
- La necessità dell'ateismo, a cura di Federica Turriziani Colonna, Edizioni Nessun Dogma-UAAR, 2012, ISBN 978-88-906527-2-1.
- In difesa della dieta naturale e altri scritti sul vegetarianismo, a cura di Franco Lonati, Milano, sedizioni, 2018, ISBN 978-88-6900-049-2.

### Cinema
- Gothic, regia di Ken Russell (1986)
- Mary Shelley - Un amore immortale (Mary Shelley), regia di Haifaa al-Mansour (2017)